# هومبان هلتش سوم

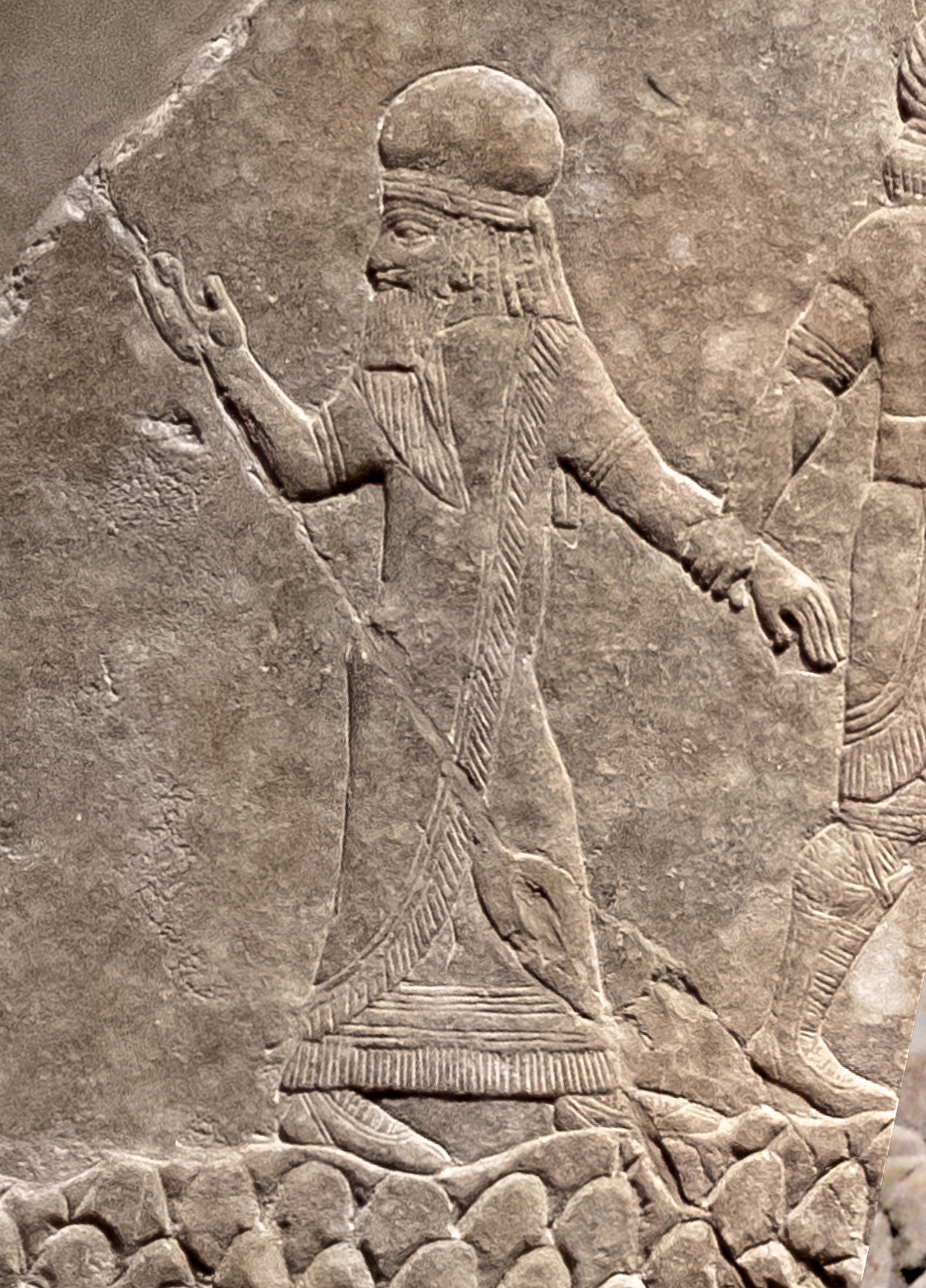
هومبان هلتش سوم

هومبان هلتش سوم (به انگلیسی: Humban-haltash) یا اوممان آلداش (به انگلیسی: Ummanaldash) یا خوم بان کالداش (به انگلیسی: Khumban-Kaldash) یا هوبان هالتاش یکی از شاهان ایرانی در دورهٔ ایلام بود. اندکی پس از ژوئیه ۶۴۸پ. م بر آینده بیبی شورید و در شوش و مدکتو به پادشاهی شناخته شد. در ابتدا سعی داشت با تسلیم نبوبل شوماته حاکم سابق شورشی آشوریان در جنوب بابل، به آشور با آنان سازش کند؛ ولی با مخالفت بزرگان ایلام روبه رو شد؛ بنابراین زدوخوردهای پراکنده سپاهیان ایلام و آشور ادامه یافت.
در سال ۶۴۷پ. م سپاه آشور بانیپال توانست از راه دِر و راشی به شمال غرب ایلام وارد شود و پس از گشودن مدکتو و شوش، تمه ریتو بار دیگر به پادشاهی ایلام نشست. در این زمان به جز هومبان هلتش سوم، دست کم نام چهارتن دیگر به عنوان مدعیان پادشاهی در ایلام ذکر شده است. هومبان هلتش سوم که به کوهستان رفته بود، کمی بعد بازگشت و تمه ریتو را از شوش بیرون راند؛ ولی این بار نیز سعی او برای سازش با آشور بانیپال از راه تسلیم سردار شورشی به وی ناکام ماند. بار دیگر سپاهیان آشور از راه راشی، مدکتو و سپس شوش را گشودند. هومبان هلتش سوم که در هیدلو بود بار دیگر به کوهستان گریخت. در اواخر پائیز ۶۴۶پ. م شهر شوش و خزانه‌های گرانبهای شاهان گذشتهٔ ایلام و معابد خدایان ایلامی بر دست آشوریان غارت شد.
هومبان هلتش سوم کمی بعد به مدکتو بازگشت و این بار وقتی قصد داشت نبو بل شوماته را به آشوریان بسپارد، این شورشی خود را کشت. پس از آن در حدود سال ۶۴۴/۶۴۵پ. م یا ۶۳۶پ. م هومبان هلتش سوم یک بار دیگر گرفتار شورشی داخلی شد و به کوهستان گریخت و در آنجا اسیر جنگجویان اللی پی شد که او را به آشوریان سپردند. او نیز همراه با سایر شاهان اسیر در جشن پیروزی شاه آشور حاضر بود.
کتیبه آشور بانیپال دربارهٔ گشودن شوش چنین می‌گوید:
... من شوش، شهر بزرگ مقدس، جایگاه خدایان و محل اسرار آنها را به خواست آشور و ایشتار گشودم… گنج‌هایش را که در آن زر و سیم و خواسته فراوان بود، گشودم. آنچه را که شاهان پیشین ایلام تا به امروز گردآورده بودند و دست هیچ دشمنی به آن نرسیده بود، به غنیمت گرفتم… من زیگورات شوش را… خراب کردم… من آرامگاه شاهان قدیم و جدید آن را… ویران کردم… من دختران شاهان، همسران شاهان، همه خانواده‌های قدیم و جدید شاهان ایلام، شهربانان، شهرداران… را به عنوان رهاورد جنگی به سرزمین آشور روانه کردم… تمام خاک شهر شوشان و شهر ماداکتو و شهرهای دیگر را با توبره به آشور کشیدم، و در مدت یک ماه و یک روز کشور عیلام را به تمامی پهنای آن، جاروب کردم. من این کشور را از حَشَم و گوسپند، و نیز از نغمه‌های موسیقی بی‌نصیب ساختم و به درندگان، ماران، جانوران و آهوان رخصت دادم که آن را فرو گیرند.
ولی بر پایه یافته‌های باستانشناسی پس از این پادشاهان ایلام تا زمان پیدایش هخامنشیان و پیروزی آنان بر مادها دست کم در خوزستان به فرمانروایی ادامه دادند.

## کتابشناسی
- قشقائی، حمیدرضا، گاهنمای ایلامیان، تهران، اوگان، ۱۳۹۰.
- کامرون، جرج، ایران در سپیده دم تاریخ، ترجمهٔ حسن انوشه، تهران، علمی و فرهنگی، ۱۳۷۲.
- مجیدزاده، یوسف، تاریخ و تمدن ایلام، تهران، مرکز نشر دانشگاهی، ۱۳۷۰.
- هینتس، والتر، دنیای گمشدهٔ ایلام، ترجمهٔ فیروز فیروزنیا، تهران، علمی و فرهنگی، ۱۳۷۱.
- Tavernier , Jan. , Some Thoughts on Neo-Elamite Chronology, ARTA , 2004